# Brainstorm (álbum de Mitchel Musso)
Brainstorm es el primer EP del cantautor y actor Mitchel Musso el cual fue lanzado el día 22 de noviembre de 2010 exclusivamente a través de Wal-Mart. Está comprendido por estilos de pop rock y también algo de rock alternativo.

## Sencillos
- «Get Away» es el primer sencillo del EP. Se estrenó el 2 de noviembre de 2010 y el vídeo musical se estrenó el mismo día.
- «Celebrate» es un sencillo promocional. Que cuenta con un video musical.

## Canciones
| Standard Edition |                                     |                                                         |          |  |
| N.º              | Título                              | Escritor(es)                                            | Duración |  |
| 1.               | «Get Away»                          | Mitchel Musso, Kevin Rudolf, Ethan Roberts, Greg Garman | 3:35     |  |
| 2.               | «Got Your Heart»                    | Mitchel Musso                                           | 3:05     |  |
| 3.               | «Celebrate»                         | Mitchel Musso                                           | 3:06     |  |
| 4.               | «You Got Me Hooked»                 | Mitchel Musso                                           | 2:59     |  |
| 5.               | «Just Go»                           | Mitchel Musso                                           | 3:15     |  |
| 6.               | «Empty»                             | Mitchel Musso                                           | 3:47     |  |
| 7.               | «Come Back My Love»                 | Mitchel Musso                                           | 2:49     |  |
| 8.               | «Open The Door»                     | Mitchel Musso                                           | 3:25     |  |
| 9.               | «Wasn't Your Girlfriend»            | Mitchel Musso                                           | 2:44     |  |
| 10.              | «Top Of The World» (feat. Doc Shaw) | Mitchel Musso                                           | 3:08     |  |